# سيتو
سيتو (بالإسبانية: Andrés Pascual Santoja)‏ (18 نوفمبر 1996 بألكوي في إسبانيا - ) هو لاعب كرة قدم إسباني في مركز جناح ‏. لعب مع فالنسيا ميستايا.

## وصلات خارجية
- سيتو على موقع Soccerway.com (الإنجليزية)
- سيتو على موقع AS.com (الإسبانية)